# Київська округа
Ки́ївська окру́га — адміністративно-територіальна одиниця Української СРР в 1923–1930 роках. Утворена 7 березня 1923 року у складі Київської губернії. Окружний центр — місто Київ. Проіснувала до 2 вересня 1930 року. На час утворення налічувала 20 районів. Упродовж 1924–1930 років межі і склад округи не раз змінювалися.
На півночі округа межувала з Білоруською СРР, на північному сході з Чернігівською округою, на сході з Ніжинською та Прилуцькою, на півдні з Черкаською, на південному заході з Білоцерківською та Житомирською і Коростенською на заході.
Станом на 1 жовтня 1925 року складалася з 25 районів та 559 сільрад, населення — 1,501 млн осіб.

## Історія
У 1923 році в УСРР було проведено районування, внаслідок якого утворено округи і райони замість повітів і волостей. Зокрема, постановами ВУЦВК від 7 березня і 12 квітня у складі Київської губернії було утворено Київську округу із окружним центром у місті Києві, до складу якої увійшли територія Київського повіту і частини Білоцерківського, Чорнобильського, Переяславського та Канівського повітів Київської губернії, а також частина Остерського повіту Чернігівської губернії. До складу округи увійшло 20 новоутворених районів та місто Київ, що не входило до жодного району.
28 жовтня 1924 року було розформовано Малинську округу, а її території 13 березня 1925 року розподілені між Київською, Житомирською та Коростенськими округами. Зокрема, до Київської округи було перечислено:
- території Розважівського, Іванківського, Хабнівського, Чорнобильського й Товстоліського районів Малинської округи, причому:
  - відбулися передачі сільрад між цими п'ятьма районами,
  - центр Товстоліського району було перенесено з Товсто-Лісу до Нові-Шепеличі, а сам район перейменовано на Ново-Шепелицький;
- Борівську, Небилицьку, Ніжиловицьку, Рожевську й Ситнязьку сільради розформованого Ставищанського району Малинської округи — до складу Макарівського району;
- село Мигалки з Високими й Нижніми Руднями Малинського району Малинської округи — до складу Бороднянського району;
- село Вахівку Іванківського району Малинської округи — до складу Димерського району;
- село Коблицю Іванківського району Малинської округи — до складу Бороднянського району.[5][6]

27 березня 1925 року було внесено такі зміни у склад Київської округи:
- розформовано Гоголівський район, а його території розподілено між Семиполківським, Броварським та Боришпільським районами;
- до Київської округи перечислено:
  - села Яблунівку і Чорногородку з Чорногородською фермою Фастівського району Білоцерківської округи — до складу Бишевського району;
  - Деремезнівську, Перегонівську і Яцківську сільради Узинського району Білоцерківської округи — до складу Германівського району;
  - Григорївську, Пещальницьку, Почанцинську й Чернишевську сільради Канівського району Шевченківської округи — до складу Македонського району;
- відбулися передачі сільрад між районами усередині округи;
- перейменовано і перенесено центри таких районів:
  - Семиполківський → Велико-Димарський;
  - Македонський → Ходорський[7].

3 червня 1925 року ліквідовувалися Київська та усі інші губернії в УСРР, а Київська та усі інші округи підпорядковувалися безпосередньо центральному уряду з 1 серпня 1925 року..
Також 3 червня 1925 року було внесено такі зміни у склад Київської округи:
- до Київської округи з Білоцерківської округи перечислено:
  - Брусилівський район;
  - території Барахтянської, Кодацької, Погребської, Тростинської, Перевозської, Малосалтанівської, Порадівської, Руліківської сільрад розформованого Ксаверівського району — у склад Васильківського району;
  - Велико-Вільшанської сільраду розформованого Ксаверівського району — у склад Обухівського району;
  - території Землянської та Лещинської сільрад Телешівського району — у склад Кагарликського району;
- розформовано Ходорівський (Македонський) район, а території віднесено:
  - Трахтемірівської та Лукавицької сільрад — у склад Переяславського району Золотоноської округи Полтавської губернії;
  - Григоровської, Потанцовської, Пищальниковської та Чернишевської сільрад — у склад Канівського району, включеного до Черкаської округи;
  - решти сільрад — у склад Ржищівського району;
- розформовано Хотівський район, а його території розподілено між Будаївським, Обухівським та Васильківським районами.[9]

10 червня 1925 року до Київської округи було передано два райони з Полтавської губернії: Переяславський район із розформованої Золотоніської округи та Лехнівський район Прилуцької округи. Таким чином в окрузі стало 25 районів.
Станом на березень 1926 року до Київської округи входили:
- місто Київ (окружний центр);
- три сільради біля Києва, що безпосередньо підпорядковувалися Київському окружному виконавому комітету (з грудня 1925 року): Дарниця, Микільсько-Слобідська та Чоколівська;
- 25 районів, причому порівняно з попередніми даними відбулися зокрема такі зміни:
  - центр Лехнівського району був у містечку Березань,
  - Ново-Шепелицький район став називатися Шепелецьким (центр залишався у Нових Шепеличах).[11]

Восени 1927 року було проведено районування, яким було розформовано 5 районів (Будаївський, Гостомельський, Великодимерський, Германівський та Рогозівський), організовано новий Київський район та змінено межі 10 районів (Боришпільський, Бородянський, Броварський, Васильківський, Жукинський, Кагарлицький, Макарівський, Обухівський, Переяславський та Ржищівський). У Київському районі обліковувалося 48 сільрад, з яких у нову межу міста Києва повністю входило 6 сільрад (Біличська, Воскресенсько-Слобідська, Горенська, Мишолівська, Позняківська й Совська) і частково ще 3 сільради (Мостищенська, Романівська й Хотівська), але які підпорядковувалися Київському районному виконавчому комітету. Таким чином Київська округа стала складатися із міста Києва та 21 района, причому замість Лехнівського у довідниках значився вже Березанський район.
2 вересня 1930 року було прийнято постанову, якою з 15 вересня Київська та всі інші округи ліквідовувалися, а всі райони підпорядковувалися безпосередньо центральному уряду УСРР. Водночас також було:
- вилучено місто Київ (Київську міську раду) в окрему адміністративно-територіальну одиницю підпорядковану центру;
- скасовано Київський район з підпорядкуванням більшості його сільрад Київській міськраді, а решти сільрад — Бишівському та Димерському районам;
- передано частину рад з Броварського району у підпорядкування Київській міськраді, а решту району було перетворено у Велико-Димерський район;
- передано до Велико-Димерського району сільради з Жукинського району Київської округи, а також з Бобровицького та Ново-Басанського району Чернігівської округи.[13]

## Карти округи

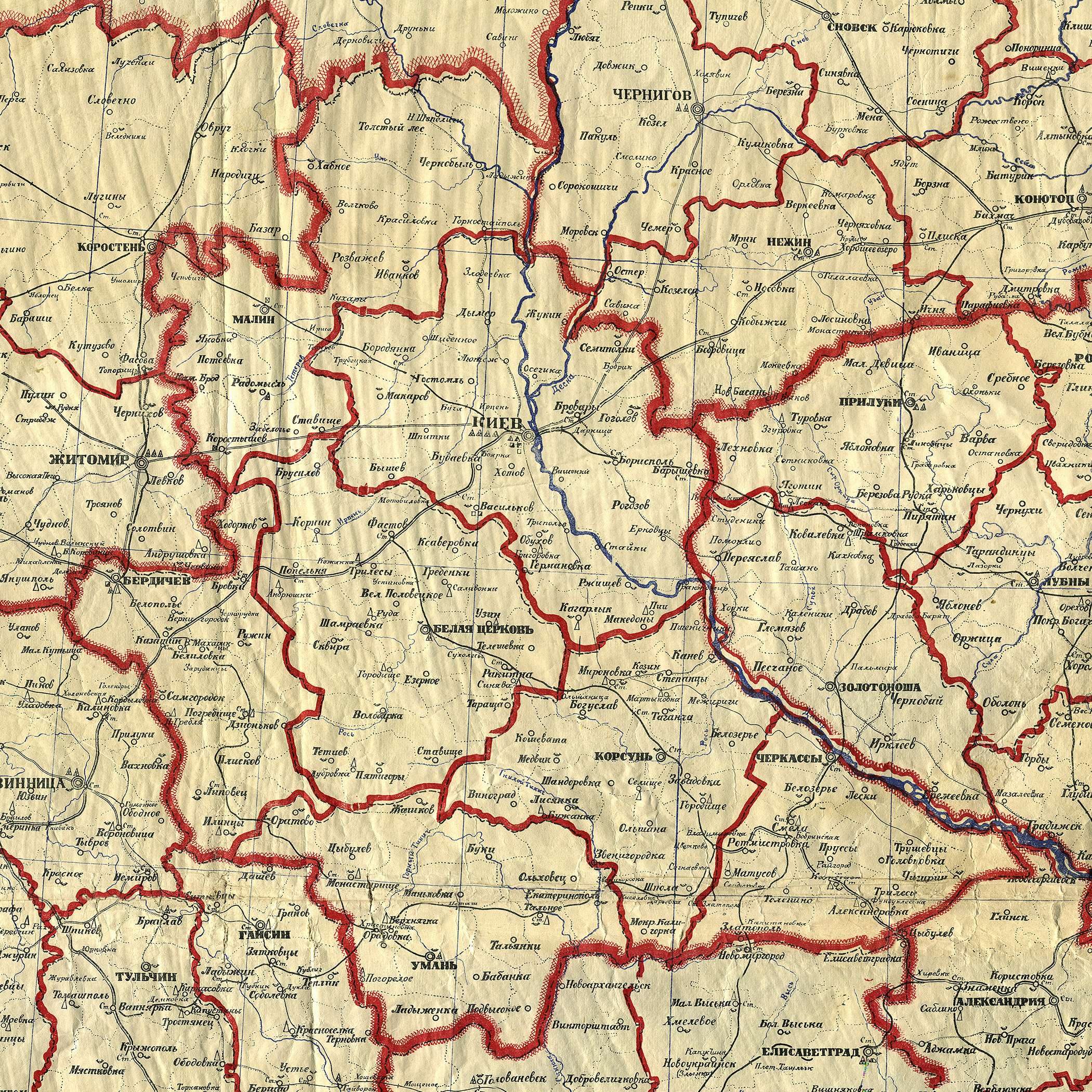
Карта Київської округи у складі Київської губернії, 1923
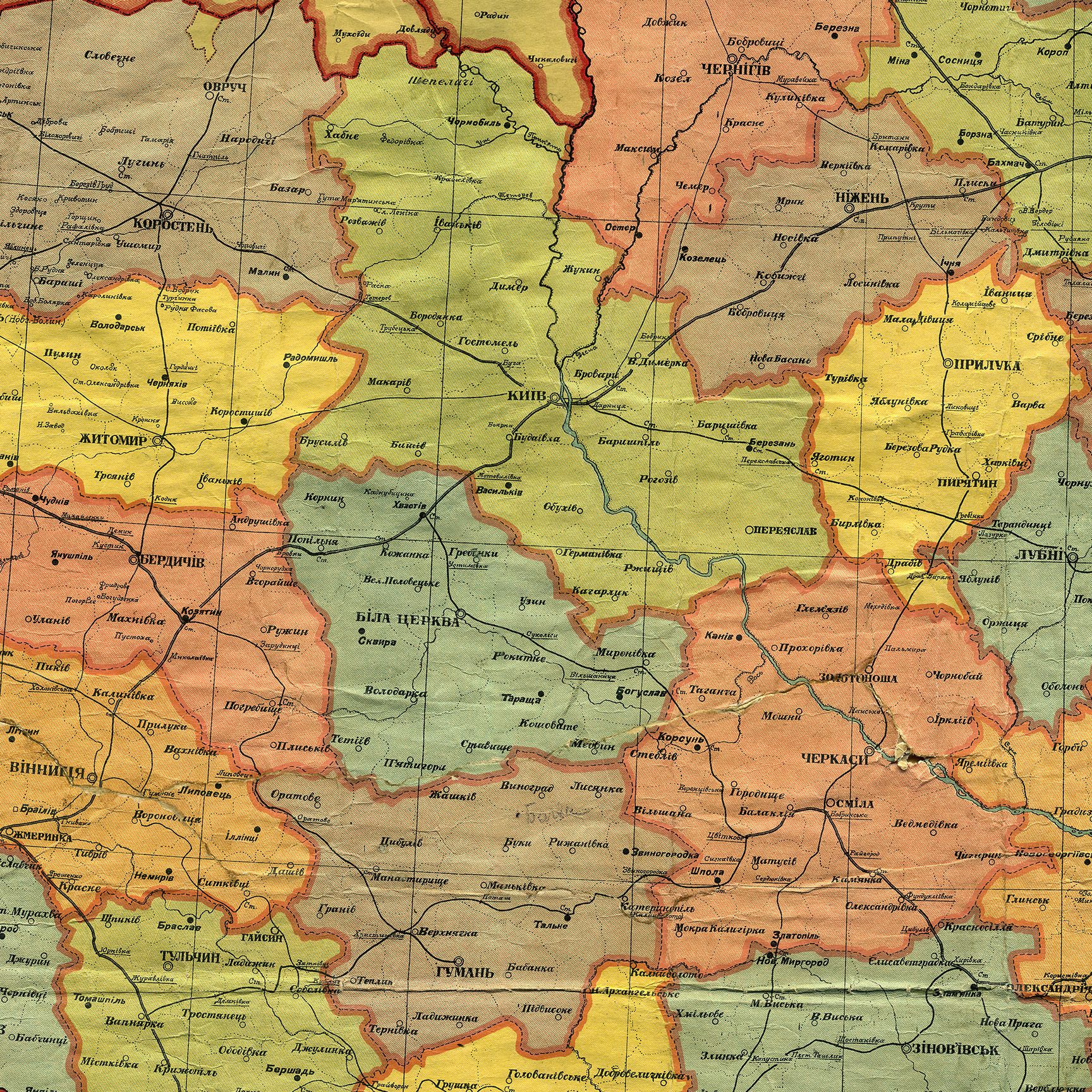
Карта Київської округи, адміністративні межі станом на 1 жовтня 1925
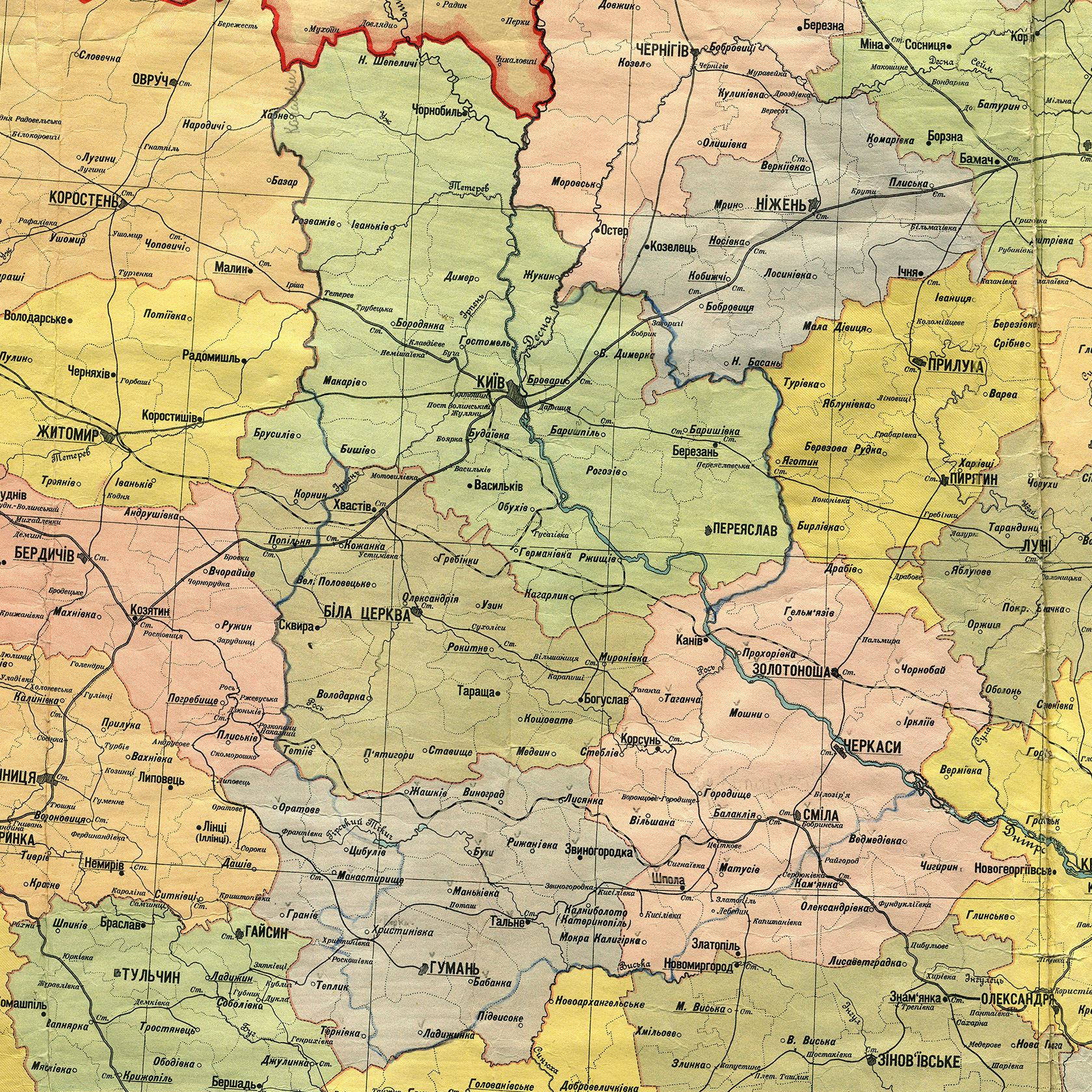
Карта Київської округи, адміністративні межі станом на 1 березня 1927

## Склад

### На час утворення (1923 рік)
Київська округа була утворена на початку 1923 року у складі міста Києва (окружного центра) та 20 районів з територій колишніх Київського і частин Білоцерківського, Чорнобильського, Переяславського та Канівського повітів Київської губернії, а також частини Остерського повіту Чернігівської губернії. У кінці 1923 року до міста Києва було приєднано 32 поселення із навколишніх районів. На кінець 1923 року у 20 районах округи налічувалося 288 сільрад і 843 поселення.
У наступній таблиці зібрані дані про склад округи і її районів станом на 1923 рік.
| № у постанові | Назва району                | Старий повіт                       | Старі волості                                                                        | Кількість сільрад | Кількість поселень |
| ------------- | --------------------------- | ---------------------------------- | ------------------------------------------------------------------------------------ | ----------------- | ------------------ |
| —             | місто Київ (окружний центр) | Київський                          | м. Київ (повітове місто)                                                             | 0                 | 33                 |
| 15            | Баришівський                | Переяславський                     | Баришівська, Скопецька                                                               | 11                | 26                 |
| 13            | Боришпільський              | Переяславський                     | Боришпільська, Іваньківська і Сулинівська                                            | 8                 | 40                 |
| 10            | Бородянський                | Київський                          | Бородянська                                                                          | 14                | 47                 |
| 17            | Броварський                 | Остерський (Чернігівська губернія) | Броварська, Микольсько-Слобідська                                                    | 13                | 19                 |
| 7             | Будаївський                 | Київський                          | Будаївська, Шпитківська, і Микольсько-Борщаківська                                   | 26                | 79                 |
| 8             | Бишівський                  | Київський                          | Бишівська                                                                            | 14                | 78                 |
| 6             | Васильківський              | Білоцерківський, Київський         | Васильківська і частина Велико-Дмитріївської (с. Велика і Мала Бугаївка)             | 9                 | 33                 |
| 3             | Германівський               | Київський                          | Германівська і Чорняхівська                                                          | 12                | 19                 |
| 18            | Гоголівський                | Остерський (Чернігівська губернія) | Гоголівська                                                                          | 9                 | 25                 |
| 11            | Гостомельський              | Київський                          | Старопетрівська і Ворзельська                                                        | 23                | 98                 |
| 12            | Димерський                  | Київський, Чорнобильський          | Димерська, Литвинівська і частина Горностайпільської (на південь від р. Тетерева)    | 17                | 63                 |
| 20            | Жукинський                  | Остерський (Чернігівська губернія) | Жукинська                                                                            | 14                | 18                 |
| 2             | Кагарлицький                | Київський                          | Кагарлицька, Стовянська                                                              | 11                | 21                 |
| 9             | Макарівський                | Київський                          | Макарівська                                                                          | 20                | 73                 |
| 16            | Македонський                | Канівський                         | Македонська, Велико-Прицківська і Ходорківська                                       | 20                | 32                 |
| 4             | Обухівський                 | Київський                          | Обухівська, Трипільська і частина Велико-Дмитріївської (села Старі й Нові Безрадичі) | 15                | 39                 |
| 1             | Ржищівський                 | Київський                          | Ржищівська, Стайківська                                                              | 14                | 19                 |
| 14            | Рогозівський                | Переяславський                     | Воронківська, Рогозівська і Ерковецька                                               | 15                | 35                 |
| 19            | Семиполківський             | Остерський (Чернігівська губернія) | Семиполківська                                                                       | 9                 | 34                 |
| 5             | Хотівський                  | Київський                          | Хотівська і частина Велико-Дмитріївської                                             | 14                | 45                 |

Примітки
1. 1 2  згідно з постановою про утворення округи
2. 1 2  на кінець 1923 року (згідно зі Списком поселень Київщини)
3. ↑  у «Списку поселень Київщини» 1924 року місто Київ часто зазначається окремо від Київської округи, як губерніяльний центр
4. ↑  У кінці 1923 року до Києва були також приєднані поселення, які до районування входили до Остерського повіту Чернігівської губернії
5. ↑  У кінці 1923 року до Києва були також приєднані поселення, які до районування входили до Микільсько-Борщагівської, Хотівської, Старо-Петрівської, Борщагівської та Шпитківської волостей Київського повіту, а також до Микільсько-Слобідської та Броварської волостей Остерського повіту Чернігівської губернії
6. ↑  Білоцерківський повіт
7. 1 2 3  Київський повіт
8. ↑  Чорнобильський повіт

### Райони
Упродовж існування Київської округи до її складу входили такі райони:
- Баришівський
- Березанський (Лехнівський) (з 1925 року)
- Бишівський
- Боришпільський
- Бородянський
- Броварський
- Брусилівський (з 1925 року)
- Будаївський (до 1927 року)
- Васильківський
- Великодимерський (Семиполківський) (до 1927 року)
- Германівський (до 1927 року)
- Гоголівський (до 1925 року)
- Гостомельський (до 1927 року)
- Димерський
- Жукинський
- Іванківський (з 1925 року)
- Кагарлицький
- Київський (з 1927 року)
- Макарівський
- Обухівський
- Переяславський (з 1925 року)
- Ржищівський
- Рогозівський (до 1927 року)
- Розважівський (з 1925 року)
- Хабненський (з 1925 року)
- Ходорівський (Македонський) (до 1925 року)
- Хотівський (до 1925 року)
- Чорнобильський (з 1925 року)
- Шепелицький (Ново-Шепелицький, Товстоліський) (з 1925 року)

Також до складу округи входило місто Київ, що, як окружний центр, не входило до складу жодного з районів.

## Демографія

### Станом на 1923 рік
Станом на 1923 рік загальне населення округи становило 960 621 людей, з них 366 396 — у Києві.
| Райони                      | Населення |
| --------------------------- | --------- |
| місто Київ (окружний центр) | 366396    |
| Баришівський                | 26040     |
| Боришпільський              | 19974     |
| Бородянський                | 19314     |
| Броварський                 | 29000     |
| Будаївський                 | 46524     |
| Бишівський                  | 24073     |
| Васильківський              | 27886     |
| Германівський               | 27208     |
| Гоголівський                | 23000     |
| Гостомельський              | 36834     |
| Димерський                  | 27476     |
| Жукинський                  | 27000     |
| Кагарлицький                | 27577     |
| Макарівський                | 27152     |
| Македонський                | 35155     |
| Обухівський                 | 37418     |
| Ржищівський                 | 34118     |
| Рогозівський                | 40910     |
| Семиполківський             | 30000     |
| Хотівський                  | 27567     |

### Дані перепису 1926 року
Згідно з Всесоюзним переписом населення 1926 року в окрузі проживало 1 592 912 осіб (48,59 % чоловіків і 51,41 % жінок). З них 591 705 (37,15 %) були міськими, а 1 001 207 (62,85 %) сільськими жителями. За національним складом: 78 % становили українці, 10,2 % євреї, 8,7 % росіяни, 1,6 % поляки, німці і білоруси по 0,4 %, інші національності загалом 0,7 %. Українська була рідною мовою для 73,6 % жителів, а російська — для 17,9 % жителів.
| Район            | Населення, осіб | Національний склад, % | Національний склад, % | Національний склад, % | Національний склад, % | Національний склад, % | Національний склад, % | Національний склад, % | Рідна мова, % | Рідна мова, % | Рідна мова, % |
| Район            | Населення, осіб | українці              | євреї                 | росіяни               | поляки                | німці                 | білоруси              | чехи                  | українська    | російська     | інша          |
| ---------------- | --------------- | --------------------- | --------------------- | --------------------- | --------------------- | --------------------- | --------------------- | --------------------- | ------------- | ------------- | ------------- |
| м. Київ          | 512 088         | 42,3                  | 27,4                  | 24,5                  | 2,7                   | 0,7                   | 1,1                   | 0,2                   | 27,9          | 52,2          | 19,9          |
| Баришівський     | 32 087          | 97,4                  | 1,5                   | 0,5                   |                       |                       |                       | 0,1                   | 96,9          | 0,5           | 2,6           |
| Березанський     | 44 847          | 99,0                  | 0,3                   | 0,4                   | 0,1                   |                       | 0,1                   |                       | 99,0          | 0,5           | 0,5           |
| Бишівський       | 30 814          | 96,6                  | 0,3                   | 0,3                   | 0,1                   | 2,4                   |                       |                       | 96,6          | 0,4           | 3,0           |
| Боришпільський   | 32 770          | 97,5                  | 1,9                   | 0,7                   | 0,1                   |                       |                       |                       | 97,5          | 0,9           | 1,6           |
| Бородянський     | 30 539          | 89,8                  | 1,8                   | 1,0                   | 7,0                   | 0,1                   |                       | 0,1                   | 96,5          | 1,1           | 2,4           |
| Броварський      | 36 162          | 97,4                  | 1,5                   | 0,7                   | 0,1                   |                       | 0,1                   |                       | 96,6          | 1,1           | 2,3           |
| Брусилівський    | 42 197          | 96,5                  | 0,9                   | 0,1                   | 1,9                   | 0,2                   |                       |                       | 97,3          | 0,2           | 2,5           |
| Будаївський      | 59 668          | 97,2                  | 0,2                   | 1,6                   | 0,4                   | 0,1                   | 0,2                   |                       | 96,5          | 2,5           | 1,0           |
| Васильківський   | 62 916          | 93,5                  | 4,9                   | 1,1                   | 0,1                   |                       | 0,1                   |                       | 93,1          | 1,9           | 5,0           |
| Великодимерський | 47 921          | 98,9                  | 0,5                   | 0,4                   |                       |                       |                       |                       | 98,8          | 0,4           | 0,7           |
| Германівський    | 38 723          | 99,2                  | 0,3                   | 0,2                   | 0,1                   |                       | 0,1                   |                       | 98,9          | 0,4           | 0,7           |
| Гостомельський   | 38 821          | 89,2                  | 0,9                   | 5,5                   | 2,6                   | 0,9                   | 0,2                   | 0,1                   | 85,8          | 9,9           | 4,3           |
| Димерський       | 34 565          | 97,2                  | 1,0                   | 0,4                   | 0,7                   | 0,3                   | 0,1                   |                       | 97,6          | 0,6           | 1,8           |
| Жукинський       | 31 108          | 99,3                  | 0,1                   | 0,2                   |                       |                       |                       |                       | 99,1          | 0,4           | 0,5           |
| Іванківський     | 40 540          | 88,3                  | 1,8                   | 5,6                   | 4,0                   | 0,1                   |                       | 0,1                   | 92,0          | 5,7           | 2,4           |
| Кагарлицький     | 35 590          | 97,6                  | 1,4                   | 0,5                   | 0,1                   |                       | 0,1                   |                       | 97,5          | 0,6           | 1,8           |
| Макарівський     | 48 293          | 90,7                  | 1,9                   | 0,8                   | 3,9                   | 1,9                   |                       | 0,5                   | 94,0          | 1,1           | 5,0           |
| Обухівський      | 58 459          | 99,4                  | 0,2                   | 0,2                   |                       |                       |                       |                       | 99,4          | 0,3           | 0,4           |
| Переяславський   | 78 971          | 94,6                  | 4,6                   | 0,6                   | 0,1                   |                       |                       |                       | 94,6          | 0,9           | 4,5           |
| Ржищівський      | 68 980          | 96,6                  | 2,5                   | 0,5                   | 0,2                   |                       |                       |                       | 96,7          | 0,6           | 2,7           |
| Рогозівський     | 39 690          | 99,0                  | 0,1                   | 0,4                   |                       |                       | 0,1                   |                       | 99,2          | 0,5           | 0,4           |
| Розважівський    | 41 241          | 88,0                  | 1,3                   | 4,0                   | 4,8                   | 0,9                   |                       | 0,7                   | 90,8          | 4,0           | 5,2           |
| Хабненський      | 36 728          | 87,2                  | 6,0                   | 0,2                   | 4,4                   | 0,9                   |                       | 1,0                   | 91,3          | 0,3           | 8,4           |
| Чорнобильський   | 42 306          | 88,2                  | 9,2                   | 1,7                   | 0,5                   |                       | 0,1                   |                       | 87,8          | 2,4           | 9,8           |
| Шепелицький      | 27 087          | 93,0                  | 2,5                   | 3,6                   | 0,5                   | 0,1                   | 0,2                   |                       | 88,5          | 8,6           | 2,9           |
| Київська округа  | 1 593 111       | 78,0                  | 10,2                  | 8,7                   | 1,6                   | 0,4                   | 0,4                   | 0,1                   | 73,6          | 17,9          | 8,4           |

## Керівники округи

### Відповідальні секретарі окружного комітетуКП(б)У
- Старобін І. М. (.03.1923—1924)
- Постишев Павло Петрович (.08.1925—.11.1926)
- Корнюшин Федір Данилович (.11.1926—.03.1928)
- Демченко Микола Нестерович (.03.1928—25.12.1929)
- Чернявський Володимир Ілліч (25.12.1929—6.09.1930)

### Голови окружного виконавчого комітету
- Царський (Радянський) Михайло Євдокимович (1923—1924)
- Карпеко Кирило Григорович (1924—1925)
- Вальтер, в. о. (1925)
- Яцевський Іван Петрович (1925)
- Свистун Пантелеймон Іванович (.08.1925—.12.1925)
- Любченко Панас Петрович (.12.1925—1927)
- Войцехівський Юрій Олександрович (13.01.1928—.09.1930)